# ウィジャヤナンダ・ダハナーヤカ
ウィジャヤナンダ・ダハナーヤカ（シンハラ語: විජයානන්ද දහනායක, タミル語: விஜயானந்த தகநாயக்கா, 英語: Wijeyananda Dahanayake, 1901年10月22日 – 1997年5月4日）はスリランカの政治家。1959年9月から1960年3月まで、第5代セイロン首相を務めた。
スリランカ南西部の都市ゴールの保守的な家に生まれ、リッチモンド・カレッジとセント・トーマス・カレッジマウントラビニア校で学んだ。その後、教師をしたのち1939年にゴール市議会議員をし、ゴール市長となった。1944年、英領セイロン議会議員に選出され、独立後もセイロン国会議員となった。1960年のわずかな期間を除き、1947年から30年間国会議員を務めた。1956年には教育大臣として閣僚入りを果たし、1959年9月26日に首相ソロモン・バンダラナイケが暗殺されたのち、その職を引き継いだ。しかし連立政権をまとめることができず、政権は短命に終わった。その後、1960年から65年までは野党党首でありながらもダッドリー・セーナーナーヤカ政権で内務大臣を務めた。1970年から77年までの間は再び下野した。その後、1986年から88年まで協力担当大臣を務めた。彼は議会で13時間半の演説をし、議会演説最長記録として残っている。

## 生い立ち
南部の都市ゴールのリッチモンドヒルで生まれ、ドン・ウィジャヤナンダ・ダハナーヤカと名付けられた。父はセイロンで役人をしながら外国語を教えていた。双子の兄弟カルヤナプリヤ・ダハナーヤカがいる。
コロンボの英語学校で学んだのち、ゴールのリッチモンド・カレッジ、セント・トーマス・カレッジ・マウントラビニヤ校で学んだ。

## 教師として
その後、中等教育学校で英語、数学、歴史、地理を教える教師となり、師範学校で教師としての訓練を受けた。加えて学校のスポーツチームとクリケットチームのコーチをし、ディーベート部を創設した。また、イギリス植民地政府に反対する学生団体も組織した。

## 政治家として

### 初期
ダハナーヤカは当初教師をしながら政治活動をしていたが、後に本格的に政治活動を始めた。スリランカ社会主義平等党（LSSP）からゴール市議会議員選挙に立候補し、市議会議員となった。その後、1939年にはゴール市長に当選し、1941年まで務めた。第二次世界大戦が勃発すると、スリランカ社会主義平等等はイギリスへの戦争協力を拒否した。その態度はイギリス当局を怒らせ、ダハナーヤカは戦時中にストライキを組織した容疑で訴追された。彼は裁判に弁護士なしで挑み、勝訴した。

### 植民地議会議員時代
1944年、ダハナーヤカは植民地議会議員補欠選挙に立候補した。当初はS・A・ペイリスに敗れたが、ダハナーヤカはペイリスに対して訴訟を提起した。彼は再び弁護士なしで裁判に挑み、勝訴した。そしてその後の補欠選挙において、彼は無事当選した。その年に所属していたLSSPが分裂し、彼はコルヴィン・R・デ・シルバが率いるボルシェビキ・レーニン主義者党に入党した。そして、C・W・W・カナンガラの教育改革を支援し、島内の教育機会均等化のための署名を集めた。1947年には自治領としての独立を宣言するソールズベリー憲法に反対した3人のうちの1人となった。

### 自治領議会議員時代
1947年のセイロン自治領議会議員選挙において、ダハナーヤカはボルシェビキ・レーニン主義者党の推薦を受け、ゴール選挙区から立候補した。選挙では資金力で勝る統一国民党の対立候補H・W・アマラースリヤに勝利し、自治領議会議員となった。議会では13時間半にわたる演説を行い、これは議会での最長演説記録となった。その後、もといたLSSPに復党し、1952年選挙でも勝利した。しかし、当時の首相ダッドリー・セーナーナーヤカがゴールで開いたレセプションに参加したことがきっかけで、党を除名となった。
1955年、彼はソロモン・バンダラナイケ率いる人民統一戦線と協力し、「シンハラ・オンリー」運動に参加した。そして、1956年選挙では統一国民党に圧勝し、人民統一戦線が聖研を獲得した。ダハナーヤカ自身もスリランカ自由党の推薦を受け、ゴール選挙区で再選を果たした。

### 教育大臣時代
ソロモン・バンダラナイケ政権では、ダハナーヤカは教育大臣を務めた。在任中には無償での学校給食を再開し、大学評価基準を作成した。
また、C・P・デ・シルバが治療のためにロンドンへ行ったのちは、自治領議会議長代理も務めた。

### 首相時代
1959年9月の下旬、首相バンダラナイケは国連総会に参加するためのニューヨーク行きを計画していた。C・P・デ・シルバ不在のため、バンダラナイケはセイロン総督に手紙を書いてダハナーヤカを不在中の首相代理に指名する旨を伝えていた。9月26日にバンダラナイケが暗殺された際、この手紙を根拠として総督サー・オリバー・グオーネティリケはダハナーヤカを首相に指名、その後議会でも承認された。同時にバンダラナイケが兼任していた防衛・外交大臣の職も受け継いだ。しかし、彼の任期は波乱に満ちていた。首相暗殺直後であることに加え、与党人民統一戦線は内部で勢力争いを繰り広げていた。この勢力争いがダハナーヤカ政権下でさらに悪化した。そのため、1959年12月4日にダハナーヤカは内閣総辞職をし、総選挙を実施した。在任中、彼は5つの大臣職を兼任していた。さらに彼はスリランカ自由党から離党し、セイロン民主党を組織して総選挙に挑んだが、わずか400票差で敗れた。また、同党は101名の候補者を立てたが、そのうち当選したのはわずか4名であった。在任中唯一の成果は死刑の廃止であった。

### 政界復帰
1960年7月に実施された総選挙では再びゴール選挙区で立候補し、対立候補のW・D・S・アビーゴーナワルダナを破って当選した。

### 大臣就任、野党時代
1965年総選挙ではスリランカ自由社会主義者党から立候補し、再選した。この政党は統一国民党（UNP）と連立政権を構成し、ダハナーヤカは内務大臣に任命された。1970年総選挙ではUNP候補として再選したが、下野した。彼は新憲法に対して党議拘束をかけないように要請したが、それが拒否されたためUNPを離党した。1977年総選挙では無所属として立候補したが、UNP候補のアルバート・デ・シルバに敗れた。しかし彼は選挙結果について訴訟を提起し、最高裁まで争ったのちに勝訴。1979年にシルバを議席から追い出すことに成功した。ダハナーヤカはその後に行われた補欠選挙で当選し、1986年5月から1988年までジュニウス・ジャヤワルダナ政権で協力大臣を務めた。1989年総選挙では、当初UNPの候補人リストに載せられていたがその後名前が削除され、再選は果たせなかった。これを機に、ダハナーヤカは政界から引退した。

## 死去
1997年5月4日、ゴールのリッチモンドヒルにある自宅で亡くなった。95歳であった。

## 私生活
ダハナーヤカは質素な生活を好んだ。彼が首相官邸に引っ越した際に持ち込んだ荷物はわずかスーツケース2つ分であった。また彼は首相官邸の寝室が大きすぎると言い、中に衝立を立てた。そして彼が選挙に敗れて首相官邸を去る際にも、同じスーツケースを持ってゴールの自宅へ帰った。